# Shōhei Suzuki
| 6416 Nyukasayama     | 14 novembre 1993 |
| 6499 Michiko         | 27 ottobre 1992  |
| 6918 Manaslu         | 20 marzo 1993    |
| 7028 Tachikawa       | 5 dicembre 1993  |
| 7067 Kiyose          | 4 dicembre 1993  |
| 7353 Kazuya          | 6 gennaio 1995   |
| 7891 Fuchie          | 11 novembre 1994 |
| 7892 Musamurahigashi | 27 novembre 1994 |
| 8100 Nobeyama        | 4 dicembre 1993  |
| 8200 Souten          | 7 gennaio 1994   |
| 8530 Korbokkur       | 25 ottobre 1992  |
| 8551 Daitarabochi    | 11 novembre 1994 |
| 8702 Nakanishi       | 14 novembre 1993 |
| 9197 Endo            | 24 novembre 1992 |
| 9350 Waseda          | 13 ottobre 1991  |
| 9386 Hitomi          | 5 dicembre 1993  |
| 10171 Takaotengu     | 7 marzo 1995     |
| 10617 Takumi         | 25 ottobre 1997  |
| 10837 Yuyakekoyake   | 6 marzo 1994     |
| 13162 Ryokkochigaku  | 22 ottobre 1995  |
| 14036 Yasuhirotoyama | 5 marzo 1995     |
| 14037 Takakikasahara | 5 marzo 1995     |
| 14425 Fujimimachi    | 13 ottobre 1991  |
| 16704 Taisukekaneko  | 7 marzo 1995     |
| 18457 Syoheiyamamoto | 5 marzo 1995     |
| 19246 Megumisasaki   | 14 marzo 1994    |
| 19254 Shojitomoko    | 11 novembre 1994 |
| 22385 Fujimoriboshi  | 14 marzo 1994    |
| 27827 Ukai           | 9 dicembre 1993  |
| 35371 Yokonozaki     | 25 ottobre 1997  |

Shōhei Suzuki (鈴木正平?, Suzuki Shōhei; ...) è un astronomo giapponese.
Il Minor Planet Center gli accredita le scoperte di cinquantadue asteroidi, effettuate tra il 1991 e il 1998, tutte in cooperazione con Masanori Hirasawa. Laureatosi all'Università di Waseda, lavora alla Mount Nyukasa Station.
Da non confondere col quasi omonimo astronomo Kenzo Suzuki o con gli astrofili Shigenori Suzuki e Masayuki Suzuki.